# 1894 no jornalismo
Nesta página encontrará referências aos acontecimentos directamente relacionados com o jornalismo ocorridos durante o ano de 1894.

## Eventos
- 29 de dezembro — Término da publicação na Sertã (Portugal) do jornal "O Correio da Sertã: folha litteraria, noticiosa, commercial e agrícola" publicado desde 1884.[1]

## Nascimentos
| Data           | Nome           | Profissão                       | Nacionalidade   | Observações | Ref |
| -------------- | -------------- | ------------------------------- | --------------- | ----------- | --- |
| 24 de setembro | Igino Giordani | escritor, jornalista e político | Reino de Itália | m. 1980     |     |

## Mortes
| Data           | Nome          | Profissão                              | Nacionalidade | Observações | Ref |
| -------------- | ------------- | -------------------------------------- | ------------- | ----------- | --- |
| 24 de novembro | Pardal Mallet | jornalista e romancista. Membro da ABL | Brasil        | n. 1864     |     |